# 시뮬라크르
시뮬라크르(프랑스어: simulacre, 영어: simulacrum)는 가상, 거짓 그림 등의 뜻을 가진 라틴어 시뮬라크룸에서 유래한 말로, 시늉, 흉내, 모의 등의 뜻을 지닌다. 이 라틴어 단어는 영어 안에도 그대로 흡수되어서 모조품, 가짜 물건을 가리키는 말로 쓰인다.

## 개요
시뮬라크르는 실제로는 존재하지 않는 대상을 존재하는 것처럼 만들어놓은 인공물을 지칭한다. 실제로는 존재하지 않지만 존재하는 것처럼, 때로는 존재하는 것보다 더 실재처럼 인식되는 대체물을 말한다. 한국어로는 '가장(假裝)'으로 번역하는 것이 제일 비슷하겠으나, 다른 유사어와의 혼동을 피하기 위하여 대개 원어 그대로를 사용하는 경우가 많다. 시뮬라크르와 유사한 어휘로 '위장'이 있지만 이는 프랑스어의 dissimulation, 즉 실제 있는 것을 없는 것처럼 감추는 행위를 지칭하기에 전혀 반대의 뜻이 된다.
보드리야르 이론의 핵심을 이루는 현대의 제 3열의 시뮬라크르는 흉내낼 대상이 없는 이미지이며, 이 원본 없는 이미지가 그 자체로서 현실을 대체하고, 현실은 이 이미지에 의해서 지배받게 되므로 오히려 현실보다 더 현실적인 것이 된다. 보드리야르는 자신의 저서에서 이미지에 의해서 지배받는 시뮬라크르의 단적인 예로 현대의 전쟁을 이야기한다. 미사일 발사는 화면이라는 컴퓨터로 보면서 하지 실제 미사일의 움직임을 육안으로 보면서 하지 않는다. 이때 시뮬라크르인 화면상의 미사일 궤도는 실제 탄의 궤도일 것이며, 더 나아가 실제 탄이 목표에 맞았는지 맞지 않았는지는 이제는 중요치도 않게 되어버렸다.
결국 시뮬라크르는 실제보다 더 실제적인 것이며 시뮬라크르는 아울러 어떤 기왕의 실체 존재하고 있는 것하고는 아무런 관계도 없는 독자적인 하나의 현실이라고 할 것이다. 오히려 우리가 지금까지 실제라고 생각하였던 것들이 바로 이 비현실이라고 하였던 시뮬라크르로부터 나오게 된다. 흉내내거나 모방할 때는 이미지라는 실제 대상을 복사하는 것이었지만, 지금은 오히려 실제 대상이 가장된 이미지를 따라야 한다.

## 시뮬라시옹
시뮬라시옹(simulation)은 시뮬라크르의 동사적 의미로 <시뮬라크르를 하기>이다.

## 시뮬라크르의 철학적 역사
시뮬라크르를 논하기 위해서는 이데아와 현상의 구분을 제시한 플라톤에게까지 거슬러 올라가야 한다. 시뮬라크르라는 단어를 본격적으로 철학적 사유로 끌어온 것은 장 보드리야르지만 이미 시뮬라크르에 대한 개념이나 논의는 고대 그리스 시절부터 꾸준히 있어왔고 철학자마다의 시뮬라크르에 대한 입장도 조금씩 차이점을 보이고 있다. 플라톤의 이데아부터 질 들뢰즈에 이르기까지 시뮬라크르에 대하여 충분한 논의를 하였던 학자들의 이론을 살펴보겠다.

### 플라톤

#### 이데아
이데아는 현실에서 발견할 수 없는 영원불변의 참된 존재로써 플라톤의 이데아에 의하면 우리가 일상에서 접하는 모든 것들은 죄다 불완전한 것들이다. 완전한 것은 우리의 눈으로 볼 수 없고, 손으로 만질 수도 없으며 오로지 이성을 통해서만 알 수 있다. (철학사전 중 이데아)
플라톤 사유에서 중요한 것은 감각적인 것들과 가지적인 것들을 구분하는 것이다. 그러나 플라톤주의의 핵심은 오히려 감각적인 것들 중에서 두 종류를 구분하는 데 있다. 핵심적인 것은 ‘복사물들(eikones)’과 ‘시뮬라크르들(phantasmata)’의 구분이다. 복사물들은 이데아를 흉내 내고 있으며 따라서 유사성을 담고 있다. 반면 시뮬라크르는 단지 이데아로부터 멀리 떨어져 있을 뿐만 아니라 이데아의 반대편에서 이데아 자체를 혼란에 빠트리는 존재이다. 플라톤의 진짜 의도는 현실 속의 다양한 존재들에 가치론적 위계를 설정하려는 것이다. 이데아의 가설은 그러한 설정을 가능케 하는 기준으로서 제시되었다. 그러나 여기에서 모든 것은 정도의 문제로 보아야 할 것이다. 시뮬라크르와 복사물의 ‘본성상의 차이’를 언급할 수 있으나, 본성상의 차이를 어떻게 규정할 것인가? 이데아로부터 시뮬라크르에 이르기까지 모든 것은 정도의 문제이다. 어디에서 좋은 복사물과 나쁜 복사물을 끊을 것인가? 이 사실에 이미 가치-존재론의 난점이 함축되어 있는 것이 아닐까?
플라톤에게서는 문화적인 모방물(예컨대 그림)도 시뮬라크르의 속성을 띤 것으로 이해된다. 《국가》를 비롯한 여러 대화편들에서 시뮬라크르론은 문화적 모방에 관한 이론으로서 등장한다. 문화적 모방은 실재의 탐구를 통해 세계의 진상으로 나아가는 행위가 아니라 표피적 흉내내기로 이해되며 부정적으로 다루어진다. 물론 여기에서도 정도의 문제가 전체 논의를 복잡하게 만든다. 가치-존재론을 가능케 하는 ‘거리’가 유동적일 경우 선별의 문제도 그만큼 어려움에 봉착하게 된다. 생성하는 것들이라는 존재론적 맥락에서의 시뮬라크르들과 모방물이라는 문화적인 맥락의 시뮬라크르들이 왜 동일한 구도에서 논의되는가? 자연적으로 존재하는 것과 인공적인 창작물들 사이의 진정성이 왜 동일한 지평에서 다루어지는 것인가? 이 문제가 바로 플라톤 사유의 이해에 핵심적인 부분이다. 플라톤에게는 우리가 살고 있는 이 세계 자체가 하나의 모방물이기 때문에 존재론적 구도와 문화론적 구도가 동시에 같은 모방이자 미메시스의 맥락에서 논의되는 것이다. 플라톤의 세계에 관한 이론과 문화에 관한 이론이 하나의 동일한 구도로 다루어지는 것이 파기되면 시뮬라크르는 두 가지 상이한 구도의 논의로 갈라지게 된다. 이후에 이야기할 니체, 보드리야르, 들뢰즈의 시뮬라크르에 대한 시각도 여기에서부터 시작된다.

#### 동굴의 비유
플라톤은 진정한 이데아를 알지 못한 채 살아가는 사람들을 이데아계로의 지향을 이끌며 동굴의 비유(동굴의 알레고리, 신화, 우화 등으로 불림)를 이야기하였다. 이는 <국가 Republic>에서 실려있으며 이데아계를 태양의 세계라고 한다면 가시계는 지하에 있는 동굴의 세계로 비유할 수 있다. 본문을 보면 다음과 같다.
그들 가운데 한 사람이 풀려났다고 하자. 그리고 갑자기 일어나서 고개를 돌려 걸어나와 불빛 쪽을 쳐다보도록 강요되었다고 하자. 이러한 움직임 하나하나가 그에게는 괴롭기 짝이 없는 일일 것이다. 그림자만 보는 데 익숙해져 있던 그는 아무리 실물을 보려고 해도 너무 눈이 부셔 제대로 볼 수가 없을 것이다. 그 때 만약 누군가가 그에게 “이전에 네가 보았던 것은 의미 없는 환영에 불과하다. 하지만 지금 너는 실재에 접근하고 실물을 향하고 있으므로 사물에 대한 더욱 참된 시각을 얻을 수 있을 것이다.”라고 말한다면 그가 무슨 말을 할 것 같은가? 그는 무척 혼란스러워 하는 동시에 이전에 보았던 것이 오히려 지금 그의 눈에 비치는 것보다 더 진실하다고 믿지 않겠는가?

### 니체

#### 우상의 황혼
니체는 대부분의 철학자들이 그들의 감각으로부터 얻는 확실한 정보를 무시하고 언어와 사유의 구조에 의존함으로써 도달하는 현실의 왜곡된 복제가 시뮬라크르(이 용어를 사용하지는 않았지만) 라고 시뮬라크르의 개념에 대해서 언급하였다.

#### 플라톤의 동굴의 비유에 대한 의문 제기
니체는 《Par-delà, le bien et le mal》에서 시뮬라크르는 새로운 정초를 제시하지는 않으며 보편적인 와해를 가져오지만 이것은 부정적인 것이 아니라 긍정적이고 즐거운 사건으로써 탈정초(脫定礎)로서 일어나는 사건이라고 하며 플라톤의 동굴의 비유에 대한 의문을 제기하며 시뮬라크르에 대하여 긍정적인 입장을 보인다.
“각각의 동굴 뒤에는 열려 있는 그리고 보다 깊은 다른 동굴이, 각각의 표면 아래에는 보다 넓고 낯설고 풍부한 지하 세계가, 그리고 모든 밑바닥, 모든 정초 아래에는 훨씬 깊은 지하 세계가 존재한다.”어떻게 소크라테스는 더 이상 자신의 것이 아닌 이 동굴들 속에서 이러한 차이를 분간해낼 수 있었을까? 실마리는 이미 잃어버렸는데 어떤 실마리를 사용했을까? 그는 그곳에서 어떻게 빠져나왔을까? 그리고 어떻게 여전히 소피스트와 구분될 수 있을 것인가?

### 장 보드리야르

#### 책 《시뮬라크르와 시뮬라시옹》
프랑스의 철학자이자 사회학자인 장 보드리야르(1929~2007)는 1981년 그의 저서 《시뮬라크르와 시뮬라시옹》에서 모사된 이미지가 현실을 대체한다는 시뮬라시옹 이론을 이야기하고 더 이상 모사할 실재가 없어지게 되면서 모사된 이미지가 더 실재 같은 하이퍼리얼리티(초과실재)가 생산된다는 이론을 주장하였다.

#### 영화 《매트릭스》
영화 《매트릭스》는 1999년 워쇼스키 자매가 감독한 사이버 펑크 영화로 화려한 액션신 이외에도 철학적인 논의를 활발하게 하였던 작품이다. 《매트릭스》에서는 여러 가지 근원적인 질문들이 등장하는데 ‘내가 무엇을 알 수 있는가? 내가 무엇을 해야 하는가? 나는 무엇을 바랄 수 있는가?’ 이외에도 시뮬라크르와 관련하여 실재란 무엇인가? ‘ 라는 질문이 영화를 관통하고 있다. 또한, 현실과 모사 사이의 경계가 흐려지거나 사라진 상황을 다루는 영화 중에 가장 일관되게 철학적인 면을 유지하는 영화라는 평을 듣고 있다.

### 질 들뢰즈

#### 복사물과 시뮬라크르
플라톤은 본질과 외관, 가지적인 것과 감각적인 것, 이데아와 그림자, 원본과 복사본, 모델과 시뮬라크르를 구분하는 것을 분명히 하였다. 프랑스의 철학자 질 들뢰즈(1925~1995)는 플라톤과는 정반대의 입장에서 시뮬라크르를 옹호한다. 플라톤과 들뢰즈의 가장 큰 차이는 이데아에 대한 입장에서 비롯되는데 플라톤은 이데아를 가장 참된 것으로 간주하고 현실은 이데아의 복제이며, 시뮬라크르는 복제의 복제로 가장 가치 없는 것으로 본다. 그러나 들뢰즈는 애초에 이데아 자체를 인정하지 않기 때문에 원본과 시뮬라크르 간의 대조 자체가 무의미하다. 시뮬라크르는 시뮬라크르 그 자체로 가치가 있으며 시뮬라크르는 어떤 절대적 기준에 의해 그 가치가 평가될 수 없다고 말한다. 들뢰즈는 그의 저서 《플라톤과 시뮬라크르》에서 다음과 같이 이야기하고 있다.
 “그래서 플라톤주의의 타파는 다음을 의미한다. 시뮬라크르들을 기어오르게 하라.
 그리고 도상들이나 복사물들 사이에서의 그들의 권리를 긍정하라. 이제 문제는 더 이상 본질-외관 또는 원본-복사본의 구분이 아니다.
 이러한 구분은 표상의 세계 내에서 작동한다, 문제는 이 세계 내에서 전복을 시도하는 것, ‘우상들의 황혼’을 만들어내는 것이다.
 시뮬라크르는 퇴락한 복사물이 아니다. 그것은 원본과 복사본, 모델과 재생산을 동시에 부정하는 긍정적 잠재력을 숨기고 있다.
 적어도 시뮬라크르 속에 내면화된 발산하는 두 계열들 중, 그 어느 것도 원본이 될 수 없으며 그 어느 것도 복사본이 될 수 없다.
 타자의 모델을 제시하는 것은 소용없다. 왜냐하면 어떤 모델도 시뮬라크르가 야기하는 어지러움에 견지디 못하기 때문이다.
 모든 관점에 공통적인 대상과 관련해서만 특권적인 관점이 존재할 수 있다.
 플라톤 주의의 타파에서 그것은 단지 모의하는 것 즉 시뮬라크르의 작용을 표현하는 것일 수 밖에 없다.”

## 문학, 영화, 회화 등 예술작품에서 나타난 시뮬라크르

### 《기술복제시대의 예술작품》에서 나타난 시뮬라크르
19세기 자본주의 생산조건의 변화는 창조성, 천재성, 영원한 가치와 같은 전통적 개념들로는 적절히 설명될 수 없었다. 예술작품은 기술적 재생산의 시기에 있었고 발터 베냐민(1892년 7월 15일 (독일) - 1940년 9월 27일)의 《기술복제시대의 예술작품》 

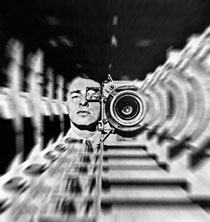

은 이 변화된 문화적 생산조건을 설명하는데 적합한 개념들을 도입하기 위해 씌어졌다. 예술작품은 원칙적으로 언제나 복제가 가능하였다. 예술적 수련을 위해 도제들에 의해 행해졌고, 작품의 보급을 위해 예술의 대가들에 의해 행해졌으며, 돈벌이에 혈안이 된 제3자에 의해 행해졌다. 그러나 기술적 복제는 불가능 했다. 석판인쇄의 등장과 함께 복제기술은 새로운 국면으로 접어들었고, 이는 판화술로 이어졌고, 다시 사진술의 영상복제기술로 이어진다. 이로 인해 1900년 이후에는 전래적인 예술 작품 전체를 복제의 대상으로 만들어버렸다. 그러나 아무리 완벽한 복제라 하더라도 한가지 요소가 빠져있다. 시간과 공간에서 갖는 유일무이한 현존성, 즉 일회적 현존성이다. 예술작품은 재생산의 운명 속에서 원본성(아우라)을 상실하고, 이 원본성은 향수적이고 회고적인 역사 속에서만 유일하게 회복할 수 있다. 영화, 사진, 동시대의 대중매체들 속에선 원본성은 더 이상 일어나지 않고 오히려 이러한 경과 중에서 가장 진보되고 가장 현대적인 형태는 바로 그 속에서 원본성이 더 이상 일어나지 않은 형태이다. 사물들은 무제한한 재생산의 기능 속에서 인식되기 때문이다. ‘진짜’ 예술작품은 마술적 의식, 종교적 의식에 봉사하기 위해 생겨났고 숭배의 대상 이었다. 그러나 예술 작품의 기술적 복제가능성은 지금까지의 종교적 의식 족에 살아온 기생적 삶의 방식으로부터 벗어나게 하였다. 예술작품의 수용은 역점을 달리하면서 이루어지는데, 첫 번째 역점은 의식적인 수용이고 두 번째 역점은 전시가능성이다. 예술작품이 밀실에서 마술적 도구로 마치 신령들을 위해 바쳐졌던 예전에 비해, 오늘날에는 복제로 인해 전시가능성이 훨씬 커짐으로써 완전히 새로운 기능을 지닌 형상체가 되었다.

### 공상과학에서 나타난 시뮬라크르
실재와 상상 사이에 어느 정도의 거리가 있어야만 실재도 존재하고 상상도 존재할 수 있다. 이들간의 거리가 최대일 때가 유토피아이다. 유토피아는 현실 속의 실재를 상상의 세계로 투사하여 만들어낸 허구이고 이때 이 두 세계는 분리되어있는 것이다. 거리는 공상과학에서 뚜렷이 줄어든다. 현실이 내파하는 이 시대에 거리는 완전히 사라진다. 현실 속의 사물들은 더 이상 초월성이나 투영을 구성하지 않으며, 그 어떤 허구적 예측이나 상상적 초월성의 여지도 남겨놓지 않는다. 오로지 사이버적 시뮬라시옹의 세계이고, 조작만이 이루어지는 세계다. 과거의 공상과학은 19세기나 20세기의 제국주의적 식민주의 팽창을 다루거나 우주탐사 등을 다뤘으나 사람의 발길이 닿지 않은 처녀지는 사라지고, 우주탐사가 현실화 되면서 현실원칙은 사라졌다. 이러한 사실은 인간적 현실을 비현실화(혹은 비물질화)하고, 인간적 현실을 시뮬라시옹의 하이퍼리얼로 변환시켰다.
이러한 역전, 상황 회귀에 답할 작품은 필립 k.딕(1928년 12월 16일 (미국) - 1982년 3월 2일)의 소설이 있다.
딕의 소설로는 《안드로이드는 전기 양의 꿈을 꾸는가?》, 《유빅》, 《마이너리티 리포트》, 《페이첵》, 《높은 성의 사나이》 등이 있다. 딕의 소설들이 원작으로서 영화화된 공상 과학 영화로는 《블레이드 러너(1982)》, 《토탈 리콜(1990)》, 《마이너리티 리포트(Minority Report, 2002)》, 《페이첵 (Paycheck, 2003)》 등이 있다. 현실과 가상을 뒤섞는 하이퍼리얼 공상과학 영화로는 또한 《미스터 노바디(Mr. Nobody, 2009)》, 《매트릭스(Matrix, 1999, 2003, 2003)》, 《이색지대(1973)》 등이 있다.

### 예술작품에서 나타난 시뮬라크르
전통적인 미술은 미메시스, 즉 재현개념에 기반하였다. 화가가 자기가 그리는 대상을 얼마나 그대로 화폭에 재현했는지, 그 대상을 얼마나 원래 사물에 가깝게 모방했는지가 중요했다. 현대미술의 출발점은 바로 이 재현개념을 파기하는 것에서 출발한다. 인상파는 ‘리얼리티’를 실재가 아닌 현실로 바꿈으로써 미술사에 혁명을 가져왔다. 인상파 화가들이 추구하는 가시적으로 생생하게 보이는 현상 그 자체, 여기에도 재현개념은 남아있으나 단지 재현하려는 차원이 달라지는 것이다. 인상파 이후로 갈수록 이러한 재현 개념은 사라진다. 철학자 미셸 푸코(1926년 10월 15일 (프랑스) - 1984년 6월 25일)는 《이것은 파이프가 아니다》에서 ‘유사성(resemblance)’과 상사성(similitude)’을 구분하는데 유사성은 원본을 전제하는 한에서 그 원본과의 가까움을 말하고 상사성은 원본이 존재하지 않고 각 존재들 사이의 같음과 다름이 있을 뿐이라 말한다.

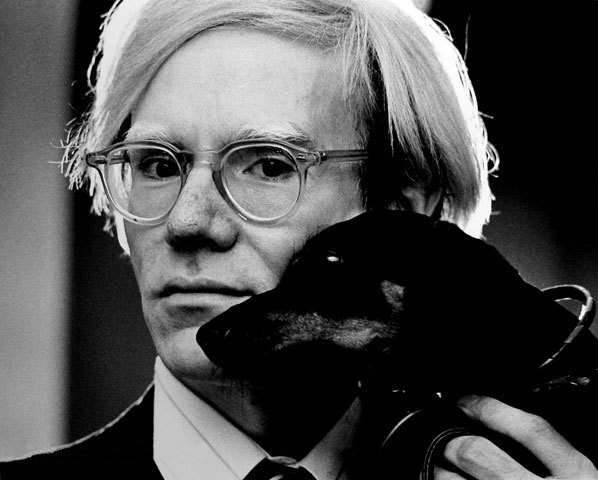
앤디 워홀

같음과 다름만이 존재하는 상사성의 관계는 앤디 워홀(1928년 8월 6일 (미국) - 1987년 2월 22일)의 작품에서 잘 드러난다. 앤디 워홀의 메릴린 먼로 시리즈는 실제 모델을 모사한 사본이 아니라 애초부터 복제품을 조금씩 다르게 반복한 시뮬라크르다. 여기에는 수직적 유사성이 아니라 각 사물들 사이의 수평적인 동일성과 차이가 있을 뿐이다.
르네 마그리트(1898년 11월 21일 (벨기에) - 1967년 8월 15일)의 작품에서도 시뮬라크르가 나타난다. 푸코와 마그리트는 시뮬라크르란 단어를 언급한 적은 없다. 다만 유사와 반대되는 개념으로서의 상사를 거듭해서 강조하였을 뿐이다. 마그리트의 그림을 분석한 글에서 푸코는 한번도 마그리트의 그림과 팝아트의 연관성을 언급한 적이 없으나 《이것은 파이프가 아니다》를 끝내는 문장에서 문맥과 동떨어진 말을 반복함으로써 마그리트와 팝아트의 관계를 암시하였다. 그리고 이 관계는 상사의 개념에서 비롯되었다. 마침 질 들뢰즈(1925년 1월 18일 (프랑스) - 1995년 11월 4일) 도 《차이와 반복》에서 팝아트에 대한 경의를 표하였는데 이 두 철학자의 공통분모를 쫓아 플라톤의 이데아 사상으로 거슬러 올라가고, 플라톤주의의 전복을 외친 들뢰즈의 차이 이론을 되짚어 보면 푸코와 마그리트가 말한 상사는 들뢰즈의 시뮬라크르임을 알 수 있다. 두 철학자가 열광하고 찬양했던 밝고 역동적인 시뮬라크르는 10여 년의 시차를 두고 장 보드리야르(1929년 7월 27일 (프랑스) - 2007년 3월 6일)에 오면 아주 어둡고도 비관적인 허무주의가 된다. 오늘날 우리는 이 두 흐름이 공존하는 것을 확인할 수 있다.
일련의 SF 영화들이 반복적으로 다루는 ‘현실과 꿈’, ‘실재와 가상’ 등의 주제는 시뮬라크르의 무서운 힘에 대한 인간의 공포를 보여준다. 현실과 상상의 경계선이 모호한 영화, 소설, 미술작품들에서 우리가 살고 있는 세계가 실재의 세계가 아닐지 모른다는 불안감을 읽을 수 있다. 단순한 과학적 상상력의 재미를 넘어서 이런 주제는 우리의 발밑이 꺼져 들어가는 득한 심한 불안감을 야기한다. 마그리트가 그림으로 형상화한 세계도 우리에게는 하나같이 낯선 세계다. 여자의 나체를 가리고 있는 거울이 거울 뒤편 여자의 나체를 그대로 비추고 있는 그림과 거울 앞에 뒷모습을 보이며 서있는 남자의 영상이 거울 속에 역시 뒷모습으로 비춰지는 《금지된 재현》(1937) 같은 불안하게 반복되는 거울 이미지의 주제들은 시뮬라크르 미학의 거울 강박증을 보여준다. 시뮬라크르 미학의 분신의 주제를 잘 형상화한 그림으로는 《포도 수확의 계절》(1959) 이 있다.

## 참고 문헌
- 《시뮬라시옹》, 장 보드리야르 지음, 하태환 옮김, 민음사, ISBN 89-374-1605-0
- 《신족과 거인족의 투쟁》, 이정우 지음, 한길사
- 《보드리야르와 시뮬라시옹》, 배영달 지음, 살림
- 《시칠리아의 암소》, 진중권 지음, 다우
- 《매트릭스로 철학하기》, 슬라보예 지젝지음, 이운경 역, 한문화
- 《철학으로 매트릭스 읽기》, 이정우 외 지음, 이룸
- 《의미의 논리》, 질 들뢰즈지음, 이정우 옮김, 한길사
- 《기술복제시대의 예술작품》, 발터 베냐민 지음, 민음사
- 《마그리트와 시뮬라크르》(박정자, 기파랑)
- 《이것은 Apple이 아니다》(박정자, 기파랑)
- 《마이클잭슨에서 데리다까지》(박정자, 기파랑)
- 《시뮬라크르의 시대》, 이정우 지음, 거름
- 《진중권의 현대미학 강의》, 진중권 지음, 아트북스

## 같이 보기
- 시뮬레이션
- 현상학
- 에드문트 후설
- 마르틴 하이데거
- 초현실주의
- 비주얼 펀
- 이미지의 배반
- 르네 마그리트